# St. Michael (Sinningen)

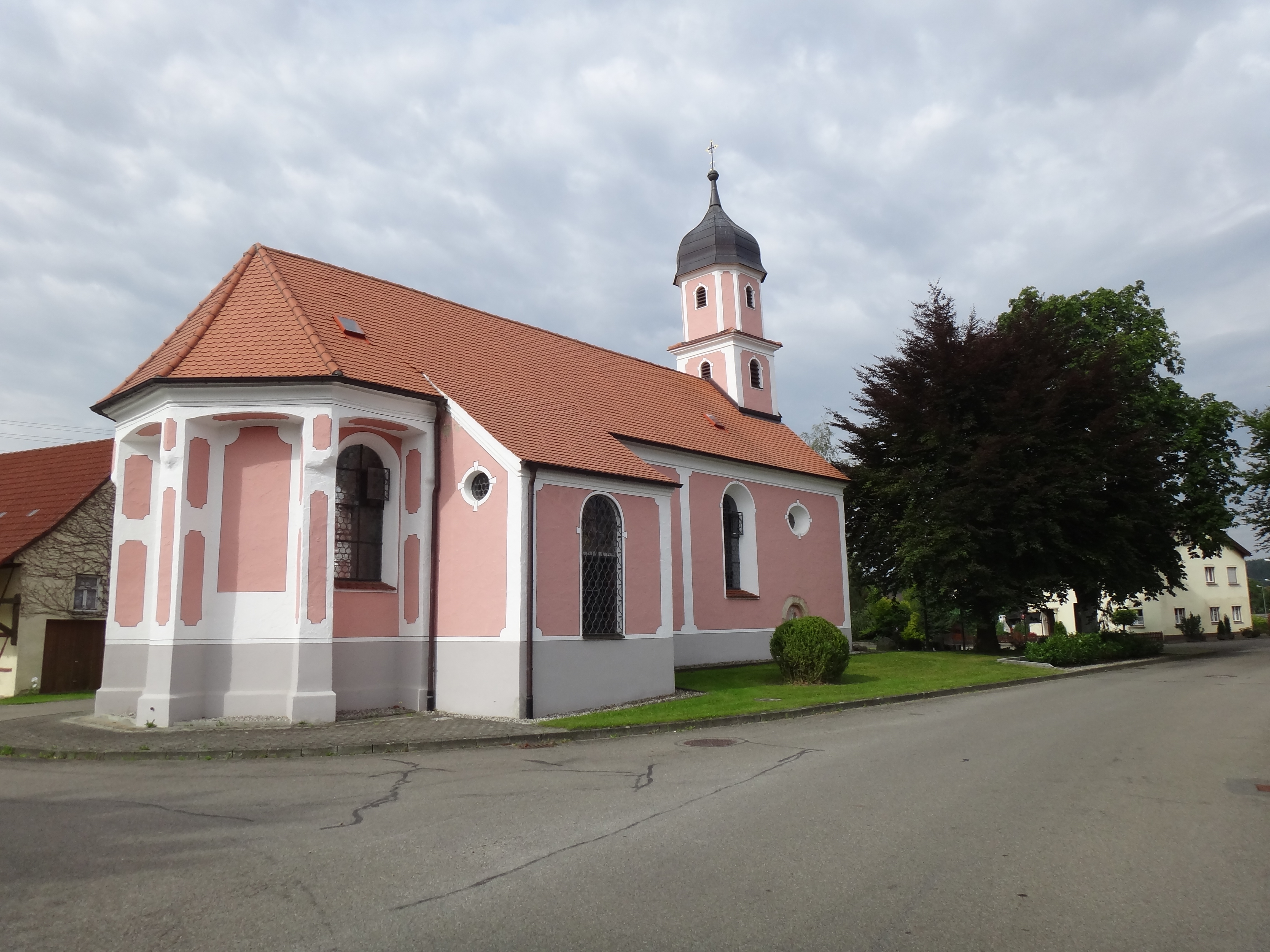
St. Michael Sinningen (2012)

St. Michael ist eine Kapelle in Sinningen, einem Teilort von Kirchberg an der Iller im Landkreis Biberach in Oberschwaben.

## Beschreibung
Die großzügig gebaute Kapelle liegt in der Ortsmitte von Sinningen. Der geostete, biberschwanzgedeckte im Kern noch romanische Bau wurde in den Jahren 1598 bis 1611 vom Abt des Klosters Rot an der Rot Balthasar Held grundlegend umgestaltet. In den Jahren 1712 bis 1714 wurde die Kirche barockisiert. Bei einer Restaurierung im Jahre 1975 wurde an der südlichen Außenmauer ein romanisches Fenster freigelegt. Die Kirche besitzt auf dem Westgiebel einen zweigeschossigen Dachreiter mit barocker Zwiebelhaube. In diesem befinden sich Glocken und eine Turmuhr. Die Zifferblätter sind im Osten und Westen außen angebracht. Im Osten des Bauwerkes befindet sich der Chor mit einem Drei-Sechstel-Schluss. Im Norden ist an diesen die Sakristei angebaut.
Im nördlichen Seitenaltar, dem Marienaltar befindet sich eine spätgotische Malerei, die die Mariä Verkündigungsszene zeigt. Sie wurde von der Zeitblom-Schule um etwa 1490 geschaffen. Im Mittelteil des Hochaltars befindet sich eine barocke Madonnenstatue aus der Zeit um 1730. Im südlichen Seitenaltar befindet sich eine Skulptur der Heiligen Ottilia. In die südliche Wand, nahe dem Hauptausgang, ist ein Prager Jesuskind in einer Nische zu sehen. Zusammen mit dem Kreuzweg, Schutzengelbildern an der Emporenbrüstung und zwei Votivtafeln (1803), die Maria und Martin zum Thema haben, wurden diese Gegenstände der Kirche später beigefügt. Die Kirche hat eine Empore und auf ihr eine Orgel des Orgelbauunternehmens Reiser.

## Gefallenenehrenmale
Die Kirche hat zwei Ehrenmale für die gefallenen Söhne des Ortes in den beiden Weltkriegen. Dasjenige für den Ersten Weltkrieg ist in die südseitige Wand, im Innenraum der Kirche eingelassen. Das zweite Ehrenmal befindet sich unmittelbar im Anschluss an der westseitigen Kircheneingangstüre.